# Francis de Laporte de Castelnau
François Louis Nompar de Caumat de Laporte Castelnau (Londres, 25 de diciembre de 1810 ¿o 1812? – Melbourne, Australia, 4 de febrero de 1880), también François Laporte o Francis de Castelnau, fue un naturalista francés.

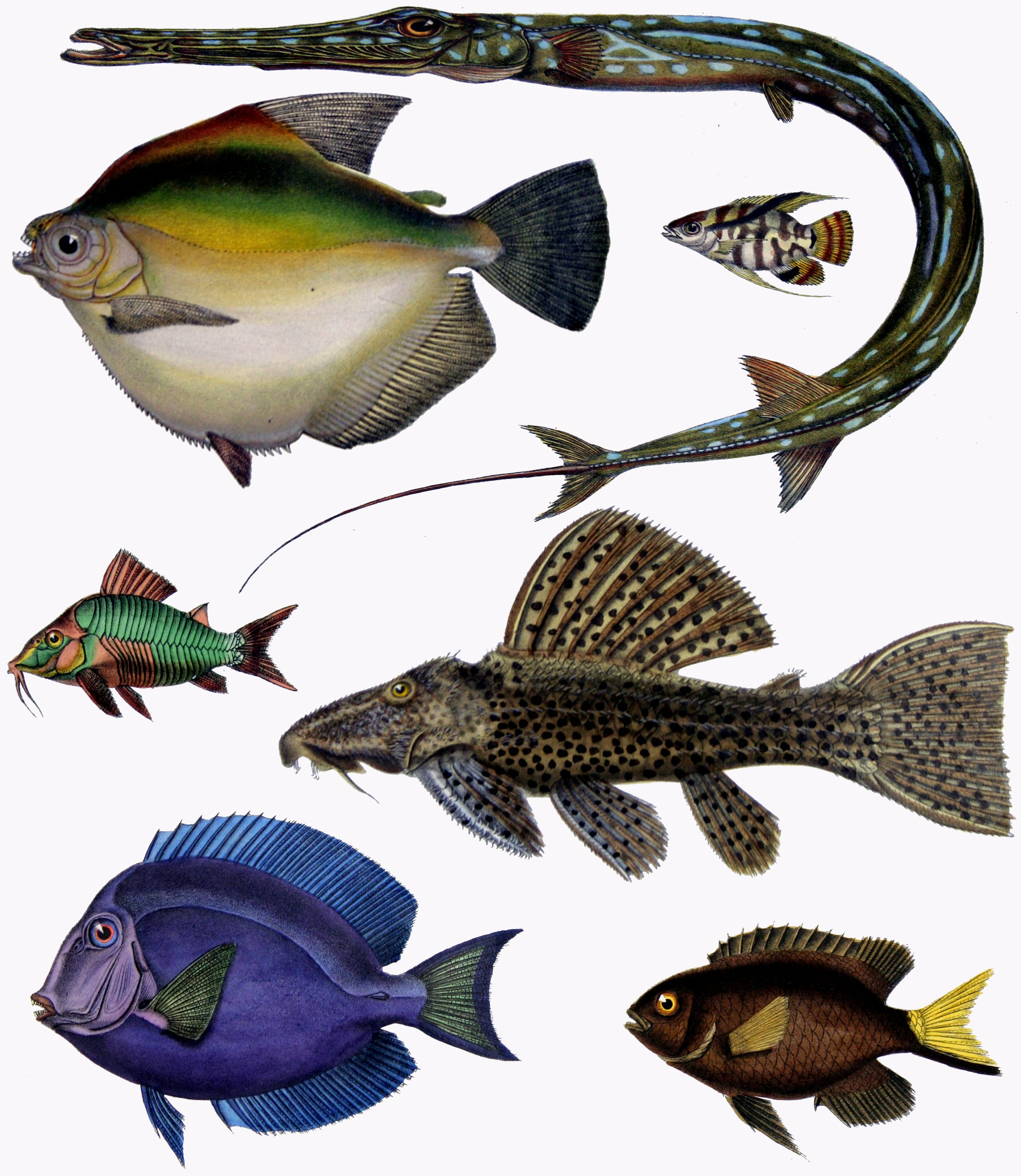
Ilustración de Castelnau (de izquierda a derecha y de arriba hacia abajo): Fistularia tabacaria, Mylossoma duriventre, Mesonauta acora, Brochis splendens, Pseudacanthicus spinosus, Acanthurus coeruleus, Stegastes pictus.

Fue hijo ilegítimo de la condesa de Mesnard-La Barotière, hija del duque de La Force, viuda después de varios años. Estudió historia natural en París.
De 1837 a 1841 hizo una expedición científica a Canadá, donde estudió la fauna de los lagos canadienses y los sistemas políticos de Canadá y de los Estados Unidos.[cita requerida]
De 1843 a 1847, con dos botánicos y un taxidermista, cruzó América del Sur de Perú a Brasil, siguiendo el río Amazonas y los sistemas del río de La Plata.[cita requerida]
Fungió como cónsul francés en Bahía en 1848; en Siam, de 1848 hasta 1862, y en Melbourne, Australia, de 1864 a 1877, donde falleció en 1880.[cita requerida]

## Obra
- Histoire naturelle, 1837
- Vues et souvenirs de l'Amérique du Nord. París: Arthus Bertrand, 1842 que trata de la fauna y flora de Norteamérica
- Expédition dans les parties centrales de l'Amérique: histoire naturelle des insectes coléoptères, 1840
- Mémoires sur les poissons de l'Afrique australe, 1843
- Expédition dans les parties centrales de l'Amérique du Sud, de Rio de Janeiro à Lima, et de Lima au Para : exécutée par ordre du gouvernement Français pendant les années 1843 à 1847. – París : P. Bertrand, 1850-1857 online-Ansicht
  - Histoire du voyage. 6 vols.
  - Vues et Scènes recueillies pendant l'expédition dans les parties centrales de l'Amerique du Sud
  - Antiquités des Incas et autres peuples anciens, recueillies pendant l'expédition dans les parties centrales de l'Amerique du Sud
  - Itinéraires et coupe géologiques à travers le continent de l' Amerique du Sud
  - Géographie des parties centrales de l' Amerique du Sud, et particulièrement de l'Équateur au Tropique du Capricorne
  - [Botanique], Choris Andina, essai d'une flore de la région alpine des Cordillères de l'Amérique du Sud. De Hughes Algernon Weddell, 2 vols
  - [Zoologie], Animaux nouveaux ou rares recueillis pendant l'expédition dans les parties centrales de l' Amérique du Sud. 3 vols.

  1. Anatomie (de Paul Gervais), Mammifères (de P. Gervais), Oiseaux (de M. Desmurs)
  2. Poissons (de Castelnau), Reptiles de Guichenot)
  3. Entomologie (de H.Lucas), Mollusques (de H. Hupé), Myriapodes et scorpions (de P. Gervais)
- Mémoire sur les poissons de l'Afrique australe. Paris. Mem. Poiss. Afr. Australe: i-vii + 1-78. 1861

## Abreviatura (zoología)
La abreviatura Laporte  se emplea para indicar a Francis de Laporte de Castelnau como autoridad en la descripción y taxonomía en zoología.

- La abreviatura «Castelnau» se emplea para indicar a Francis de Laporte de Castelnau como autoridad en la descripción y clasificación científica de los vegetales.[2]